# Concert de Brandenburg núm. 5
El Concert de Brandenburg núm. 5, BWV 1050, és un concert per a clavicèmbal, flauta travessera i violí solistes i orquestra de corda. És el cinquè dels sis Concerts de Brandenburg compostos per Johann Sebastian Bach el 1721 i dedicats al marcgravi Ludwig de Brandenburg, i un dels primers exemples de concert per a instrument de teclat solista amb orquestra.

## Concert BWV 1050a
El concert BWV 1050a fou una primera versió del Concert de Brandenburg núm. 5 (BWV 1050). Aquesta versió primigènia ha estat datada per la investigació cap al 1719, és a dir, dos anys abans de la versió definitiva. Presenta un gran nombre de petites diferències amb aquesta, però les més destacables són:
a) L'absència de la part de violoncel (que en BWV 1050 dobla la mà esquerra del clavecí).
b) Les diferències en la cadència del clavecí del primer moviment, importantíssima en BWV 1050 però molt més curta i menys desenvolupada en la versió primigènia, sense descartar que aquesta hagi pogut arribar incompleta fins a nosaltres i que en el seu origen tingués una major envergadura.

## Instrumentació
Aquesta seria, com a mínim, la segona versió d'aquest concert, ja que es conserva una versió més senzilla (Concert BWV 1050a) que la investigació data cap al 1719. El cinquè concert de Brandenburg presenta una gran novetat: el cembalo concertato, és a dir, la utilització per primera vegada del clavecí com a instrument solista. Fins aquell moment el clavecí només era utilitzat com a acompanyament de l'orquestra, generalment seguint el baix continu i ornamentant lleugerament la melodia.
Bach, doncs, crea així un concert per a teclat al qual hi afegeix dos solistes més, el violí i la flauta travessera, esdevenint un triple concert. Un aspecte curiós d'aquest concert el trobem en el manuscrit del mateix Bach, quan presenta aquest concert en un idioma inexistent, a mig camí entre l'italià i el francès. Està escrit en la tonalitat reial de re major, la més brillant i solemne, la qual cosa el fa, juntament amb el Segon Concert, el més alegre dels sis concerts.
El mateix Bach en detalla la formació instrumental: À une Traversiere, une violino principale, une violino è una Viola in Ripieno, Violoncello, Violone è Cembalo Concertato.

## Estructura
1. (Allegro)
2. Affettuoso
3. Allegro

El primer moviment és el més llarg de tots els Concerts de Brandenburg. Bach hi desplega totes les possibilitats del clavecí, secundat pels altres dos solistes. En aquesta pàgina meravellosa les ornamentacions barroques, les escales, els arpegis i les progressions suren enmig de l'aire, sustentades pel violí i la flauta. Tot desembocarà en la famosa, complexa i llarga cadència a cembalo solo senza stromenti, per a concloure en un dels finals més bells de la música de Bach.
El segon moviment és un trio de flauta, violí i clavecí amb la indicació de tempo d'Affettuoso. Escrit en si menor, és música de cambra autèntica. El clavecí resulta indispensable per a donar suport als acords des del baix.
El tercer moviment retorna a la tonalitat principal (re major) i es basa en un alegre i saltironat tema que inicialment exposa el violí. A tall de fuga (tot i no ser-ho), aquest divertit tema va sent assumit al seu torn per la resta de solistes i, finalment, pel ripieno (orquestra d'acompanyament). Tots ells evolucionen sobre aquesta alegre melodia mentre el clavecí realitza belles floritures a l'estil de les del primer moviment, tot i que no tan complicades. A mig moviment es troba l'única i breu intervenció a solo del clavecí, evocant la ja llunyana cadència del moviment inicial.